# Жуи-ан-Жоза
Жуи-ан-Жоза (на френски: Jouy-en-Josas) е комуна в департамента Ивлин в регион Ил дьо Франс, Франция. Разположен е в югозападно предградие на Париж, на 16,4 km от центъра на Париж, на границата на департамента с Есон.
Жителите се наричат „Jovaciens“ и „Jovaciennes“.
Градът е световно известен с това, че там се намира главният кампус на ХЕК Париж от 1964 г. насам.